# Estação Joaquín Vilumbrales
Joaquín Vilumbrales é uma estação da Linha 10 do Metro de Madrid.